# Daayiee Abdullah
Daayiee Abdullah, né Sidney Thompson en 1954 à Détroit, Michigan, États-Unis, est un imam gay afro-américain de Washington,,. Abdullah serait l'un des cinq imams ouvertement homosexuels au monde (les autres étant Muhsin Hendricks, en Afrique du Sud, Ludovic-Mohamed Zahed, en France, El-Farouk Khaki (en) de el-Tawhid Juma Circle / The Unity Mosque de Toronto et Nur Warsame, en Australie,,,.
Abdullah était membre et conseiller spirituel de la Fondation Al-Fatiha jusqu'à sa fermeture en 2011. Abdullah est controversé, car il est ouvertement gay et est un leader musulman, bien qu'il soit traditionnellement admis que l'homosexualité masculine est interdite dans l'islam traditionnel.

## Biographie
Abdullah est né en 1954 sous le nom de Sidney Thompson à Détroit,,. Ses parents l'ont soutenu, ses six frères aînés, sa sœur cadette et sa demi-sœur aînée du premier mariage de son père pour trouver sa religion malgré les croyances baptistes de ses parents,. Quand il avait 8 ans, il a visité une synagogue, un temple hindou et des lieux de diverses confessions chrétiennes. Aucune de ces religions qu'il avait explorées ne lui correspondait exactement, alors il a continué à chercher et s'est converti à l'islam à l'âge de 30 ans.
Abdullah est diplômé de la David A. Clarke School of Law (en) de Washington en 1995 en tant que juris doctor. Il a fréquenté la Graduate School of Islamic Social Sciences (en) à Ashburn, Virginie de 2000 à 2003, mais a été expulsé lorsque l'école a découvert qu'il était gay.
Abdullah pense que le Coran autorise le mariage homosexuel et « une relation sexuelle saine ».

## Carrière
En 1978, Abdullah s'est rendu à Washington pour une conférence parce qu'il travaillait pour le bureau du gouverneur Jerry Brown à San Francisco. Puis, en 1979, il est retourné à Washington pour la marche nationale de Washington pour les droits des lesbiennes et des gays en tant que l'un des coordinateurs. Parce qu'il était coordinateur, il est parti une semaine plus tôt, puis est resté une semaine plus tard pour ses vacances, pour revenir un mois plus tard. Après deux semaines à San Francisco, il a décidé qu'il voulait vivre à Washington. Dans les années 80, Abdullah a commencé son mandat à l'Université de Georgetown et a passé plusieurs années à l'Université de Pékin et à l'Université nationale de Taiwan. Il a étudié la langue et la littérature chinoises, puis l'arabe, la linguistique arabe, les Middle Eastern studies (en), et plusieurs années de travail et d'études dans les pays musulmans. Certains de ses camarades de classe venaient d'Ürümqi et étaient des musulmans chinois. Ils lui ont demandé ce qu'il savait de l'islam, ce qui l'a conduit à être invité dans sa toute première mosquée de Pékin. À 30 ans, il est devenu musulman et a choisi de s'appeler Daayiee Abdullah. Il n'a ajouté le titre d'imam que plus tard.
Vers 2000, il rejoint le groupe Muslim Gay Men de Yahoo!. Sur ce forum, Abdullah a expliqué que l'on doit suivre le Coran en premier et les hadîth en second lieu. Grâce à cela, il a commencé à gagner en popularité parmi les homosexuels et les alliés à travers la communauté en ligne. L'une des raisons pour lesquelles il avait commencé à s'appeler Imam était qu'il avait organisé de nombreuses cérémonies pour des personnes considérées comme des parias dans leur communauté en raison de maladies ou du sexe ou de la religion de la personne qu'ils souhaitaient épouser. Quelques musulmans gays sont morts du sida, et personne ne ferait leur Janazah. Abdullah a également célébré des mariages homosexuels et conseillé tous les couples hétérosexuels et homosexuels.
Il a été directeur commercial au Georgetown Fitness Center de 2007 à 2009 et, sous son nom légal, Sidney Thompson, il est le PDG d'Asiad & Associates, une société de logiciels de Washington.

### Masjid Nur Al-Isslaah
Abdullah a créé une mosquée « LGBT-friendly » à Washington. Plus tard, en 2011, il a aidé à créer une mosquée dans une bibliothèque publique à Washington.
Abdullah est l'imam et directeur religieux de Masjid Nur Al-Isslaah (en anglais : Mosque for Enlightenmentment and Reformation ou Light of Reform Mosque), une mosquée accueillant les LGBT. L'imam Abdullah a été directeur de la sensibilisation LGBT chez les musulmans pour les valeurs progressives de 2010 à 2014 et reste membre du conseil consultatif des musulmans pour les valeurs progressistes (en). Depuis 2014, il est directeur exécutif de l'Institut MECCA, un organisme d'enseignement et de recherche dont la mission est d'aider à éduquer les musulmans et les non-musulmans sur une théologie islamique inclusive et progressiste.

### Fondation Al-Fatiha
Abdullah a été membre du conseil d'administration de la table ronde de la Fondation Al-Fatiha pendant plusieurs années. De 2011 à 2012, il a fait partie du Queer Muslim Working Group, qui a évolué pour devenir l'Alliance musulmane pour la diversité sexuelle et de genre en 2013. Abdullah fait partie de l'équipe de la LGBT Muslim Retreat depuis 2011.